# 長崎県立豊玉高等学校
長崎県立豊玉高等学校（ながさきけんりつ とよたまこうとうがっこう, Nagasaki Prefectural Toyotama High School）は、長崎県対馬市豊玉町仁位にある県立高等学校。対馬中部の高等学校である。略称は「豊高」（とよこう）。令和元年現在の全校数は約60人と対馬にある他の二つの高校と比べても特に少ない。

## 概要
歴史
1950年（昭和25年）に開校した「長崎県立対馬高等学校定時制仁位分校」を前身とする。1973年（昭和48年）に独立し、現校名となった。2003年（平成15年）に独立30周年（分校創立53周年）を迎えた。
設置課程・学科
- 全日制課程 普通科

校訓
- 「恕」（おもいやり）
- 「和衷協同」（わちゅうきょうどう） - 心を一つにし取り組むこと。
- 「切磋琢磨」（せっさたくま）

- 学問をし、徳を修めるために努力に努力を重ねること。仲間同士で励ましあい、競い合い、向上すること。
キャッチフレーズ
関わる力、日本一　豊玉高校
教育方針
1. 豊玉高校生としての誇りと自覚を持ち、規律と秩序を重んじ、誠実で品位のある生徒を育成する。
2. 学力の向上と進路指導の充実を図り、生徒一人一人の自己実現に努める。
3. 心の教育の推進と環境の美化に努めることにより、誰にでも優しくいたわることのできる「思いやりのある生徒」を育成する。
4. 生徒の自主的・自発的な特別活動と部活動の活性化を図り、明るく元気な学校づくりを目指す。
5. 健康・体力の増進と安全行動についての意識を高め、事故の防止等に対応できる力を育成する。
6. 互いの人格を尊重し、人の痛みのわかる人権・同和教育の推進に努める。
7. 国際社会の一員としての自覚と責任を身に付けた心豊かな生徒を育成する。
8. 地域・家庭及び関係教育機関と連携し、教育効果を高めると共に、地域の伝統文化に積極的に親しむことにより、心のふれあいと地域連帯感を高める。

校章
3枚の銀杏の葉の中心に「高」の文字が入っている。
校歌
作詞は宗武志、作曲は平井康三郎による。歌詞は3番まであり、学校の近くにある和多都美（わたつみ）神社や校旗の銀杏（いちょう）が歌詞に登場する。

## 沿革
- 1950年（昭和25年） 
  - 5月31日 - 長崎県立対馬高等学校定時制仁位分校の設立が認可される。
  - 6月26日 - 「長崎県立対馬高等学校定時制仁位分校」が下県郡仁位村大字仁位の仁位村立仁位中学校に併設され開校。
  - 9月7日 - 開校式を挙行し、42名の入学を許可。分校主事は仁位中学校 校長が兼任。
- 1952年（昭和27年）- 仁位村立仁位小学校の教室を1室借用。
- 1953年（昭和28年）
  - 1月 - 分校校舎建設が着工。
  - 4月1日 - 分校主事制（仁位中学校校長兼任）を廃止し、専任分校主任制度に改定。
  - 10月 - 分校校舎が完成し、落成式を挙行。
- 1955年（昭和30年）4月1日 - 分校主任制度を廃止し、分校長制度に改定。
- 1959年（昭和34年）4月1日 - 普通・家庭・商業の3コース制となる。
- 1964年（昭和39年）4月1日 - 全日制へ切り替えられる。
- 1968年（昭和43年）
  - 2月 - 豊玉村と峰村の補助により、校門を設置。
  - 4月1日 - 長崎県内の公立学校において宿直制度が廃止される。
  - この年 - 軟式野球部が高野連に加盟し、後援会が発足。
- 1969年（昭和44年）- 簡易水道が完成。
- 1970年（昭和45年）4月 - 分校独立期成会が発足。
- 1972年（昭和47年）6月 - 体育館が完成。
- 1973年（昭和48年）4月1日 - 長崎県立対馬高等学校より分離し、「長崎県立豊玉高等学校」（現校名）として独立。
- 1974年（昭和49年）3月 - 格技場・仮校舎が完成。
- 1977年（昭和52年）9月 - 新校舎（第一期工事）が完成。
- 1979年（昭和54年）
  - 3月 - 新校舎（第二期工事）が完成。
  - この年 - 運動場・校庭を整備。部室が完成。
- 1980年（昭和55年）- テニスコートが完成。
- 1983年（昭和58年）- 独立10周年を記念し、記念誌を刊行、校訓碑・校名碑を建立。
- 1984年（昭和59年）- 紺色の制服、男子制帽を制定。後援会が発足。
- 1990年（平成2年）- クラブハウスが完成。
- 2001年（平成13年）- ホームページを開設。
- 2003年（平成15年）- 独立30周年を記念し、校史資料室を開設。

## 学校行事
3学期制
1学期
- 8月 - 就業体験実習（インターンシップ）（2年）

2学期
- 10月 - 豊高祭（体育祭・文化祭）
- 11月 - 強歩大会
- 12月 - 修学旅行（隔年、二つの学年合同で行われる。）

3学期
- 2月 - 進路体験・豊高ライフ発表会（3年）

## 部活動
体育部
- 陸上部
- ソフトテニス部（男・女）
- バレーボール部（女）

文化部
- メディア研究部

## アクセス
最寄りのバス停
- 「仁位」（にい）バス停
  - 対馬交通　 
    - 縦貫線・仁位線 - 対馬南部厳原から約1時間、対馬空港から約40分、対馬北部比田勝港から約1時間15分
    - 小綱（南西部）循環線（佐保廻り・田廻り）
    - 塩浜線（東部）

  - 対馬市営バス
    - 仁位・小鹿（北東部）線

最寄りの道路
- 国道382号
- 長崎県道232号唐崎岬線

## 周辺
- 対馬市立豊玉小学校
- 対馬市立豊玉中学校
- 対馬南警察署豊玉警察官駐在所
- 対馬市役所中対馬振興部・対馬市議会（旧・豊玉地域活性化センター、旧・豊玉町役場）
- 豊玉郵便局
- 十八親和銀行豊玉支店
- 対馬林業組合
- 和多都美御子神社
- 和多都美神社
- 豊五トンネル
- 天神山（191m）
- 烏帽子岳（176m）
- 仁位川
- 仁位港
- 仁位浅茅（あそう）湾

## 参考資料
- 「長崎県立豊玉高等学校 創立10周年（分校創立33周年）記念誌」（1983年（昭和56年）11月発行, 長崎県立豊玉高等学校）
- 「長崎県立豊玉高等学校 創立20周年（分校創立43周年）記念誌」（1993年（平成5年）11月発行, 長崎県立豊玉高等学校）
- 「長崎県立豊玉高等学校 創立30周年（分校創立53周年）記念誌 浅茅湾に抱かれて」（2003年（平成15年）11月発行, 長崎県立豊玉高等学校）